# Vinneuf
Vinneuf és un municipi francès, situat al departament del Yonne i a la regió de Borgonya - Franc Comtat. L'any 2007 tenia 1.295 habitants.

## Demografia

### Població
El 2007 la població de fet de Vinneuf era de 1.295 persones. Hi havia 508 famílies, de les quals 120 eren unipersonals (52 homes vivint sols i 68 dones vivint soles), 176 parelles sense fills, 196 parelles amb fills i 16 famílies monoparentals amb fills.
La població ha evolucionat segons el següent gràfic:
Habitants censats

### Habitatges
El 2007 hi havia 705 habitatges, 511 eren l'habitatge principal de la família, 138 eren segones residències i 56 estaven desocupats. 691 eren cases i 9 eren apartaments. Dels 511 habitatges principals, 451 estaven ocupats pels seus propietaris, 39 estaven llogats i ocupats pels llogaters i 21 estaven cedits a títol gratuït; 1 tenia una cambra, 16 en tenien dues, 89 en tenien tres, 168 en tenien quatre i 237 en tenien cinc o més. 375 habitatges disposaven pel capbaix d'una plaça de pàrquing. A 205 habitatges hi havia un automòbil i a 260 n'hi havia dos o més.

### Piràmide de població
La piràmide de població per edats i sexe el 2009 era:
| Homes | Edats   | Dones |
| ----- | ------- | ----- |
| 0     | 95 o +  | 4     |
| 4     | 90 a 94 | 12    |
| 12    | 85 a 89 | 12    |
| 16    | 80 a 84 | 16    |
| 24    | 75 a 79 | 40    |
| 32    | 70 a 74 | 28    |
| 32    | 65 a 69 | 28    |
| 20    | 60 a 64 | 24    |
| 28    | 55 a 59 | 12    |
| 24    | 50 a 54 | 40    |
| 60    | 45 a 49 | 36    |
| 44    | 40 a 44 | 68    |
| 48    | 35 a 39 | 40    |
| 24    | 30 a 34 | 44    |
| 32    | 25 a 29 | 32    |
| 28    | 20 a 24 | 28    |
| 64    | 15 a 19 | 44    |
| 20    | 10 a 14 | 52    |
| 52    | 5 a 9   | 52    |
| 28    | 0 a 4   | 32    |

## Economia
El 2007 la població en edat de treballar era de 825 persones, 597 eren actives i 228 eren inactives. De les 597 persones actives 556 estaven ocupades (304 homes i 252 dones) i 41 estaven aturades (15 homes i 26 dones). De les 228 persones inactives 86 estaven jubilades, 70 estaven estudiant i 72 estaven classificades com a «altres inactius».

### Ingressos
El 2009 a Vinneuf hi havia 552 unitats fiscals que integraven 1.422 persones, la mediana anual d'ingressos fiscals per persona era de 19.309,5 €.

### Activitats econòmiques
Dels 42 establiments que hi havia el 2007, 1 era d'una empresa alimentària, 2 d'empreses de fabricació d'altres productes industrials, 12 d'empreses de construcció, 10 d'empreses de comerç i reparació d'automòbils, 2 d'empreses de transport, 1 d'una empresa d'informació i comunicació, 6 d'empreses de serveis, 5 d'entitats de l'administració pública i 3 d'empreses classificades com a «altres activitats de serveis».
Dels 14 establiments de servei als particulars que hi havia el 2009, 3 eren tallers de reparació d'automòbils i de material agrícola, 1 paleta, 2 guixaires pintors, 2 fusteries, 3 lampisteries, 2 electricistes i 1 perruqueria.
Dels 3 establiments comercials que hi havia el 2009, 1 era una gran superfície de material de bricolatge, 1 una botiga de menys de 120 m² i 1 una peixateria.
L'any 2000 a Vinneuf hi havia 10 explotacions agrícoles.

## Equipaments sanitaris i escolars
L'únic equipament sanitari que hi havia el 2009 era una farmàcia.
El 2009 hi havia 1 escola maternal i 1 escola elemental.

## Poblacions més properes
El següent diagrama mostra les poblacions més properes.